# Otidiogryllacris
Otidiogryllacris is een geslacht van rechtvleugeligen uit de familie Gryllacrididae. De wetenschappelijke naam van dit geslacht is voor het eerst geldig gepubliceerd in 1937 door Karny.

## Soorten
Het geslacht Otidiogryllacris omvat de volgende soorten:
- Otidiogryllacris auriculata Krauss, 1902
- Otidiogryllacris brevicauda Karny, 1925
- Otidiogryllacris elii Griffini, 1908
- Otidiogryllacris hanitschi Karny, 1924
- Otidiogryllacris laterimarginalis Griffini, 1908
- Otidiogryllacris longispina Karny, 1926
- Otidiogryllacris peraki Gorochov, 2003